# Save (fiume africano)
Il fiume Save (o Sabi) è un fiume dell'Africa orientale. Nasce nello Zimbabwe, non molto distante dalla capitale Harare.
Il fiume nella sua parte iniziale scorse da nord verso sud, tra gli altopiani dello Zimbabwe, per poi piegare ad est, verso l'oceano Indiano quando entra in Mozambico.
Qui attraversa la città di Massangena, segna il confine settentrionale del parco nazionale di Zinave per sfociare nell'oceano, in un vasto delta. Alla sua foce si trova la città di Nova Mambone.